# Robgol
José Róbson do Nascimento (ur. 10 maja 1970) – brazylijski piłkarz występujący na pozycji napastnika.

## Kariera piłkarska
Od 1987 do 2004 roku występował w Náutico, SC Internacional, América, ABC, Botafogo, EC Bahia, Oita Trinita i Paysandu SC.